# Chrysodeixis verticillata
Chrysodeixis verticillata là một loài bướm đêm trong họ Noctuidae.